# La Sarre
La Sarre es una ciudad de la provincia de Quebec, Canadá. Está ubicada en el municipio regional de condado de Abitibi-Ouest y a su vez, en la región administrativa de Abitibi-Témiscamingue. Hace parte de las circunscripciones electorales de Abitibi-Ouest a nivel provincial y de Abitibi-Temiscamingue a nivel federal.

## Geografía
La Sarre se encuentra ubicada en las coordenadas 48°48′00″N 79°12′00″O / 48.80000, -79.20000. Según Statistique Canada, tiene una superficie total de 148,74 km² y es una de las 1135 municipalidades en las que está dividido administrativamente el territorio de la provincia de Quebec.

## Demografía
Según el censo de 2011, había 7719 personas residiendo en esta ciudad con una densidad poblacional de 51,9 hab./km². Los datos del censo mostraron que de las 7336 personas censadas en 2006, en 2011 hubo un aumento poblacional de 383 habitantes (5,2%). El número total de inmuebles particulares resultó de 3617 con una densidad de 24,32 inmuebles por km². El número total de viviendas particulares que se encontraban ocupadas por residentes habituales fue de 3530.